# Pyractonema vexillaria
Pyractonema vexillaria is een keversoort uit de familie glimwormen (Lampyridae). De wetenschappelijke naam van de soort is voor het eerst geldig gepubliceerd in 1881 door Gorham.